# Xosiyat Rustamova

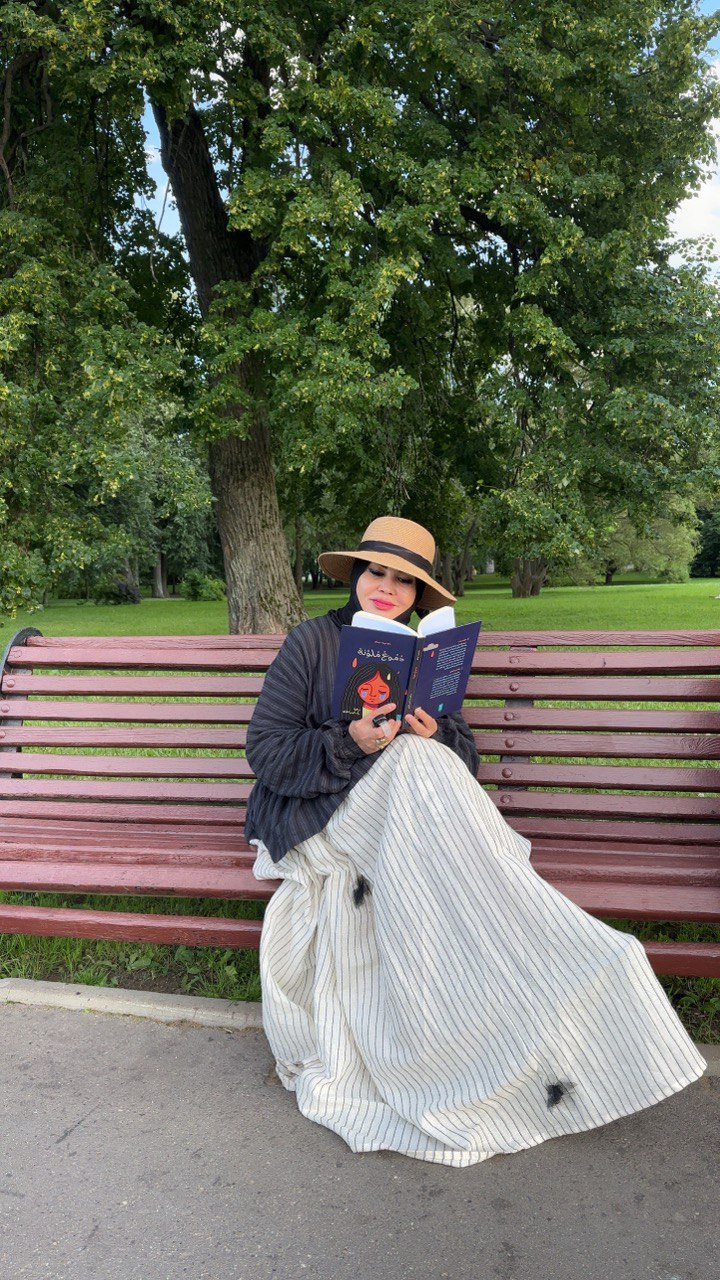
Xosiyat Rustamova 2023

Xosiyat Rustamova (kyrillisch Хосият Рустамова, eigentlich Xosiyatcha Islomaliyevna Rustamova; * 19. März 1971 in Olmos, Chust tumani) ist eine usbekische Schriftstellerin, Übersetzerin und Drehbuchautorin.

## Biografie
Xosiyat Rustamova wurde 1971 im Dorf Olmos des Bezirks Tschust des Gebiets Namangan geboren. Ab 1993 absolvierte Rustamova ein Studium der Journalistik an der Staatlichen Universität Taschkent (jetzige Nationale Mirzo Ulugbek Universität von Usbekistan). 2003 beendete sie einen zweijährigen Studiengang Höhere Literatur an der Fakultät für Usbekische Philologie. 2021 nahm sie an dem internationalen Schriftsteller-Programm der Universität von Iowa teil. Seit 2015 ist sie Chefredakteurin der Zeitung „Kitob Dunyosi“ (Welt der Bücher).
Rustamova hat Gedichte von Marina Zwetajewa, Jewgeni Jewtuschenko, Anna Achmatowa, Boris Pasternak, Ramiz Ravschan, Nigor Refibeyli, Riza Halil, Fozil Kisakurak, Khusnu Doglarja und anderen ins Usbekische übersetzt.

## Aktivitäten
Seit 2003 ist sie Mitglied der Schriftstellervereinigung Usbekistans und seit 2019 Mitglied der Schriftstellervereinigung Aserbaidschans.
Im Jahr 2020 schrieben viele Dichter und Schriftsteller der Welt auf Initiative von Rustamova einen Sympathiebrief an den Präsidenten Aserbaidschans, İlham Əliyev. Sie veröffentlichte in Aserbaidschan ihre Bücher „Sie hieß Lola“ und „44 Tage“ über die Konflikte zwischen Aserbaidschan und Armenien. Darüber hinaus wurde ein weiteres ihrer Bücher übersetzt und in Azar und Usbekisch für Studenten veröffentlicht und in den Lehrplan aufgenommen.

## Auszeichnungen
Xosiyat Rustamova wurde 2004 vom Präsidenten der Republik Usbekistan mit der „Shuhrat“ medali und 2016 mit der Gedenkmedaille „25 Jahre Unabhängigkeit Usbekistans“ ausgezeichnet. Sie war Teilnehmerin mehrerer internationaler Poesiefestivals und Siegerin des internationalen Poesiewettbewerbs 2012 in Bursa, Türkei.
2015 wurde sie ausgezeichnet mit dem nationalen und internationalen Mikail-Mushfiq-Preis Aserbaidschans, 2020 mit dem Internationalen Dichterpreis, benannt nach Nurangiz GUN, und 2021 mit dem Internationalen Rasul-Reza-Preis.
2017 wurde sie mit dem Ehrendekret „Für die Tätigkeit der wissenschaftlichen und literarischen Beziehungen zwischen Aserbaidschan und Usbekistan“ des Nizamiy-Ganjavi-Instituts für Literatur der Aserbaidschanischen Nationalen Akademie der Wissenschaften ausgezeichnet.
2018 erhielt sie den höchsten Preis für Lyrik beim internationalen Literaturfestival in Thailand.
2021 erhielt sie den prestigeträchtigen „Goldene Ritter“-Preis des Russischen Schriftstellerverbandes.
2022 ernannte die internationale Organisation Naji-Naaman-Stiftung für Kultur (FGC), Libanon, Rustamova zur „außerordentlichen Kulturbotschafterin“.

## Rezeption
Im Jahr 2015 wurde das Stück „Ein Vogel, der nicht in den Himmel passt“ im akademischen Musiktheater Mukimi, einem Theater in Usbekistan, unter der Leitung von Mirza Azizov aufgeführt.
Im Jahr 2016 schrieb Regisseur Hilal Nasimov ein Drehbuch mit dem Titel „Todeszauber“, das auf ihrer Erzählung „Teppich“ basiert.
Es gibt mehr als fünfzig Studien zum Werk von Rustamova.
Über Rustamova wurde unter Mitarbeit internationaler Dichter, Schriftsteller und Literaturexperten das Buch Xosiyat auf Usbekisch verfasst. Eine englische Version wird zur Veröffentlichung im Londoner „EGG London“ Verlag vorbereitet.
Die Dreharbeiten zum zweiteiligen Film über Xosiyat Rustamova, der in Zusammenarbeit mit dem aserbaidschanischen Fernsehen und dem usbekischen Fernsehen entsteht, dauern noch an.

## Veröffentlichungen (Auswahl)
Ab 2006 erschienen einzelne ihrer Werke auch im Ausland. Ihre Gedichte wurden in mehr als 30 Sprachen übersetzt, u. a. ins Arabische, Aserbaidschanische, Englische, Kasachische, Rumänische, Serbische, Spanische, Tatarische, Turkmenische oder Ukrainische. Eine deutsche Übersetzung ihrer Texte liegt bisher nicht vor (Stand 2024).
- Colorful Tears. Übersetzung ins Englische. 2020.
- Time Flies Like the Wind. Time flies day by day in our rapidly developing world. Übersetzung ins Englische. KS Omniscriptum Publishing 2023.
- Memory is a Great Value. Übersetzung ins Englische. JustFiction Edition 2023.